# Michael Ring
Michael Ring (født 29. december 1959 i København) er en dansk fabrikant og erhvervsleder.
Ring er student fra Midtfyns Gymnasium 1979 og uddannet MBA fra IMD i Lausanne og var 1981-82 officer Den Kongelige Livgarde.
Fra 1979 til 1990 gjorde Ring karriere i ØK: Han var management trainee i København 1979-82, finance Manager i Chicago 1983, Business Development Manager i New York 1984, Business Development Manager i Los Angeles 1985, controller i Toronto og slutteligt Vice President for Finance 1988-90. 1992-93 var han divisionsdirektør i Lyngsø Energi og Miljø, 1994-97 administrerende direktør for Hilti A/S, 1997-99 direktør i Hilti Gmbh i München, 1999-2000 administrerende direktør for Royal Copenhagen A/S og koncerndirektør for Royal Scandinavia, 1999-2003 administrerende direktør for Georg Jensen A/S og har siden 2004 været ejerleder i Stelton A/S.
Han er gift med landmand Birgitte Ring. De har to børn.

## Hæder
- 1996: Martin Hilti hæderspris for den bedste organisation i Hilti-koncernen
- 2008: Dansk Industris innovationspris for det bedste firma small/medium Cap
- 2011: HBH-prisen for Danmarks bedste marketing - jury Copenhagen Business School